# Platyarthron rectilineum
Platyarthron rectilineum är en skalbaggsart som beskrevs av Bates 1880. Platyarthron rectilineum ingår i släktet Platyarthron och familjen långhorningar.
Artens utbredningsområde är Guatemala. Inga underarter finns listade i Catalogue of Life.